# 奧格登鎮區 (密歇根州)
奧格登鎮區（英語：Ogden Township）是位於美國密歇根州萊納維縣的一個行政鎮區。

## 地方資料
奧格登鎮區的面積為108.70平方千米，當中陸地面積為108.70平方千米，而水域面積為0.00平方千米。根據2020年美國人口普查的數據，當地共有人口913人，而人口密度為每平方千米8.4人。